# Telašćica

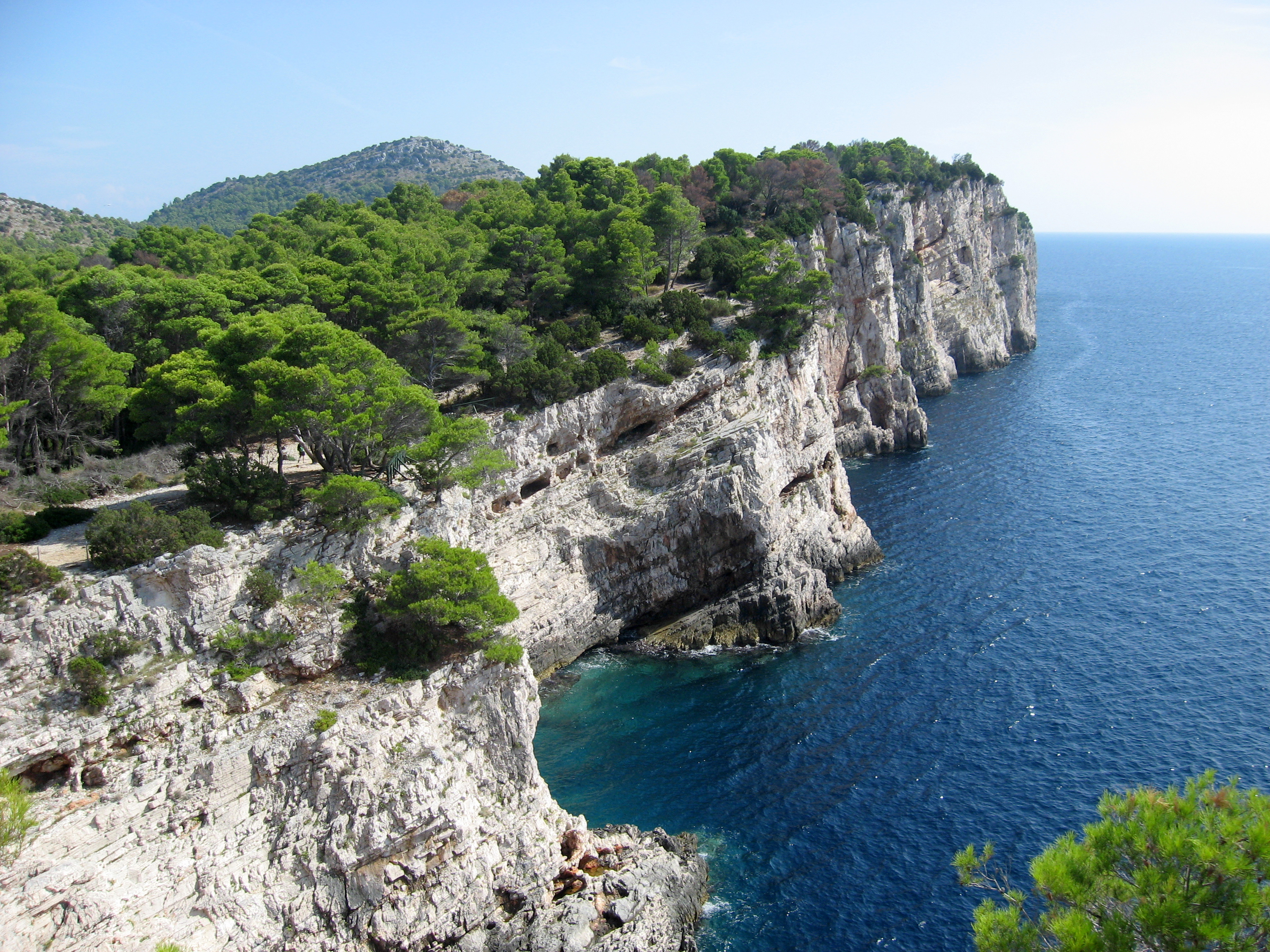
Klif in Telašćica

Telašćica is een Kroatisch nationaal park gelegen op het eiland Dugi Otok in de nabijheid van het stadje Sali.